# Joel Griffiths
Pour les articles homonymes, voir Griffiths.
Joel Griffiths, également appelé Joel, (né le 21 novembre 1979 à Sydney) est un footballeur international australien.

## Palmarès
- Championnat d'Australie : 2008
- Championnat de Chine : 2009